# Chinese Man Records
Chinese Man Records est un label de musique créé en 2004 par les 3 membres du groupe Chinese Man et dirigé par Frédéric Maigne.
Basé à Marseille, le collectif a aussi produit d'autres artistes comme Deluxe, Taiwan MC ou encore Scratch Bandits Crew.

## Biographie
C'est en 2004 que le groupe Chinese Man décide de créer son label à Marseille pour s'autoproduire et pouvoir vendre ses vinyles. Les premières sorties du label sont essentiellement des disques vinyles en tirages limités, jusqu'en 2007 que le label sort ses premiers CDs. D'autres artistes comme Deluxe ou Taiwan MC rejoignent ensuite Chinese Man Records et sortent leurs premiers albums.
Le label resté indépendant depuis sa création continue de produire autant les albums de ses artistes que les tournées. En France dans de grands festivals, mais aussi à l'étranger en Amérique du Sud, en Asie et même aux États-Unis et Canada en 2018.
Chinese Man Records a vu le jour grâce à un contrat signé avec une marque automobile pour l'utilisation du titre I've Got That Tune, alors que le groupe était encore inconnu« Chinese Man, un groupe qui a su se faire label », sur lepoint.fr (dépêche AFP), 12 juillet 2015 (consulté le 5 juillet 2018).
Aujourd'hui Chinese Man Records continue ses activités historiques mais développe également de nouvelles activités notamment grâce à ses labels et roster satellites sous les noms de Applause (DJ & club) et Under (rap français).

## Univers visuel
Le collectif accorde aussi une forte importance au visuel. Il travaille avec des créateurs comme Fred & Annabelle, Veejay Tot ou encore l'illustrateur Julien Loïs. Les concerts sont très souvent accompagnés de shows vidéo et sont pensés pour plonger le spectateur dans l'univers du label.
Une vingtaine de clips vidéo sont produits par Chinese Man Records entre 2007 et 2018.

## Artistes
Le label produit différents artistes:
- Chinese Man
- Taiwan MC
- Deluxe
- Scratch Bandits Crew
- LeYan
- Leo le bug
- Rumble
- Tomapam
- Skoob Le Roi
- Baja Frequencia
- Youthstar
- Matteo
- ASM

## Discographie[6]
- 2007 : The Groove Sessions Vol.1 - Chinese Man
- 2009 : The Groove Sessions Vol.2 - Chinese Man
- 2011 : Racing With the Sun - Chinese Man
- 2011 : Polishing Peanuts - (EP) - Deluxe
- 2012 : Remix With the Sun - Chinese Man
- 2012 : CD Live 2012 - Chinese Man
- 2013 : Heavy This Year - (EP) - Taiwan MC
- 2013 : The Deluxe Family Show - Deluxe
- 2014 : The Groove Sessions Vol.3 - Chinese Man
- 2014 : Diskodub - (EP) - Taiwan MC
- 2015 : Sho-Bro - (EP) - Chinese Man
- 2015 : Stereo 7 - Scratch Bandits Crew
- 2015 : The Journey - Chinese Man & Tumi
- 2016 : Stachelight - Deluxe
- 2016 : Cool and Deadly - Taiwan MC
- 2016 : Live À L'olympia - Deluxe
- 2017 : Shikantaza - Chinese Man
- 2017 : Catzilla - Baja Frequencia
- 2017 : SA.MOD - Youthstar

### Éditions limitées
- 2005 : The Pandi Groove EP - Chinese Man
- 2006 : The Bunni Groove EP - Chinese Man
- 2006 : The Indi Groove EP - Chinese Man
- 2008 : Small City Music - (EP) - Sly (Chinese Man)
- 2008 : Le Pudding - Leo Le Bug
- 2009 : Hong Kong Dragon Speaking - Chinese Man
- 2010 : Leo Le Bug / LeYan - Leo le Bug / LeYan
- 2011 : Miss Chang - Chinese Man
- 2012 : Remix With The Sun - The Dubstep/DnB Sessions - Chinese Man
- 2013 : Daniel - (EP) - Deluxe
- 2013 : Sputnik Moment - LeYan & Tomapam
- 2014 : Once Upon a Time - Chinese Man
- 2014 : I've Got That Tune - Chinese Man
- 2015 : Sho-Bro (Picture Disc) - Chinese Man
- 2016 : Don't Scream - Chinese Man
- 2016 : Diskodub - Taiwan MC
- 2016 : Dem A Wonder / Yout Lovin - Taiwan MC
- 2016 : Liar - Chinese Man
- 2017 : Operaz - Chinese Man
- 2017 : Que Calor - Baja Frequencia
- 2017 : Disquaire Day 2017 - Chinese Man
- 2018 : Catalina Remixes - Taiwan MC